# Flick-Input

Layout einer japanischen Flick-Input-Tastatur

Flick-Input (jap. フリック入力, ausgesprochen furikku-nyūryoku; von eng. flick, zu dt.  schnippen/schnipsen im Sinne von mit einer schnellenden Bewegung eines Fingers von einer Stelle wegschleudern) bezeichnet im Japanischen
1. Im Allgemeinen die Verwendung einer Schnipp-Geste bei der Bedienung eines Touchscreens.
2. Im Speziellen eine Form von Eingabemethode für Japanisch, die oft bei Smartphones oder Tabletcomputern vorzufinden ist und hier zu den am meisten verwendeten Eingabemethoden gehört.[1]

## Funktionsweise
Entsprechend der 50-Laute-Tafel des Japanischen werden zehn Gruppen von jeweils fünf Laut-Zeichen ähnlich dem T9-System auf einem Feld von 3×4 Schaltflächen angeordnet. Die fünf Laute jeder Schaltfläche lassen sich durch einfaches Tippen (ein Laut) sowie Schnippen nach oben, unten, rechts oder links (weitere vier Laute) eingeben. Dies ermöglicht eine schnellere Eingabe im Vergleich zu Systemen, die mehrmaliges Tippen einer Schaltfläche erfordern.

## Geschichte
Das erste Gerät, welches Flick-Input für Japanisch ermöglichte, war der Apple Newton im Jahr 1998. Weite Verbreitung fand das System aber erst mit Aufkommen von Smartphones, beginnend mit dem iPhone 2008. Im Bereich von Desktop-PC-Betriebssystemen bot Windows Vista (mit Ausnahme der Variante Home Basic) ab 2007 unter Verwendung eines Eingabestiftes ein System namens Pen Flick (ペン フリック, pen furikku). Ab Windows 7 ist eine Touchscreen-Variante verfügbar, wie sie auch bei Smartphones vorzufinden ist.

## Verfügbarkeit
- iOS
- Android
  - Google Japanese Input
  - POBox Touch
  - Apps basierend auf Wnn, wie z. B. Simeji und OpenWnn plus
- Windows Phone ab Version 7.5
- ATOK-Varianten für iOS sowie Android
- diverse Betriebssysteme japanischer Feature-Phones, u. a.
  - docomo PRIME series F-06B
  - docomo dynapocket T-01B sowie IS02
  - au Sportio water beat
  - au AQUOS SHOT SH008

## Hardware-Tastaturen
Flick-Input ist in erster Linie eine Technologie für Touchscreens, es gibt aber auch Hardware-Tastaturen, die deren Funktionsweise nachahmen. Google Japan stellte 2016 im Rahmen eines Aprilscherzes eine solche vor, woraufhin in Kreisen japanischer Tastatur-Enthusiasten ähnliche Produkte entwickelt und in kleinen Mengen produziert und verkauft wurden.

## Patente
- Patent Nr. 4694579 (Eingabemethode)
- Patent Nr. 4907612 (Eingabemethode)
- Patent Nr. 4979100 (Eingabemethode)
- Patent Nr. 4969710 (Eingabemethode)
- Patent Nr. 5210471 (Eingabemethode)